# 楠目橙黄子
楠目橙黄子（くすめ　とうこうし、1889年（明治22年）5月4日 - 1940年（昭和15年）5月8日）は俳人。
高知県高知市生まれ。本名は省介。
間組に勤め、1936年朝鮮支店長。
1909年ごろより句作。「ホトトギス」に投句。句集に『橙圃』（とうほ）。
高浜虚子の朝鮮旅行、熊野旅行に同道した。
「京城日報」俳壇の選者も務めた。墓所は多磨霊園(15-1-6-1)
代表句「焚火人面罵に耐えてゐたりけり」。